# قات (المهرة)

تعديل مصدري - تعديل

قات هي إحدى قرى مديرية منعر التابعة لمحافظة المهرة، بلغ تعداد سكانها 13 نسمة حسب تعداد اليمن لعام 2004.